# Peter Kostelka

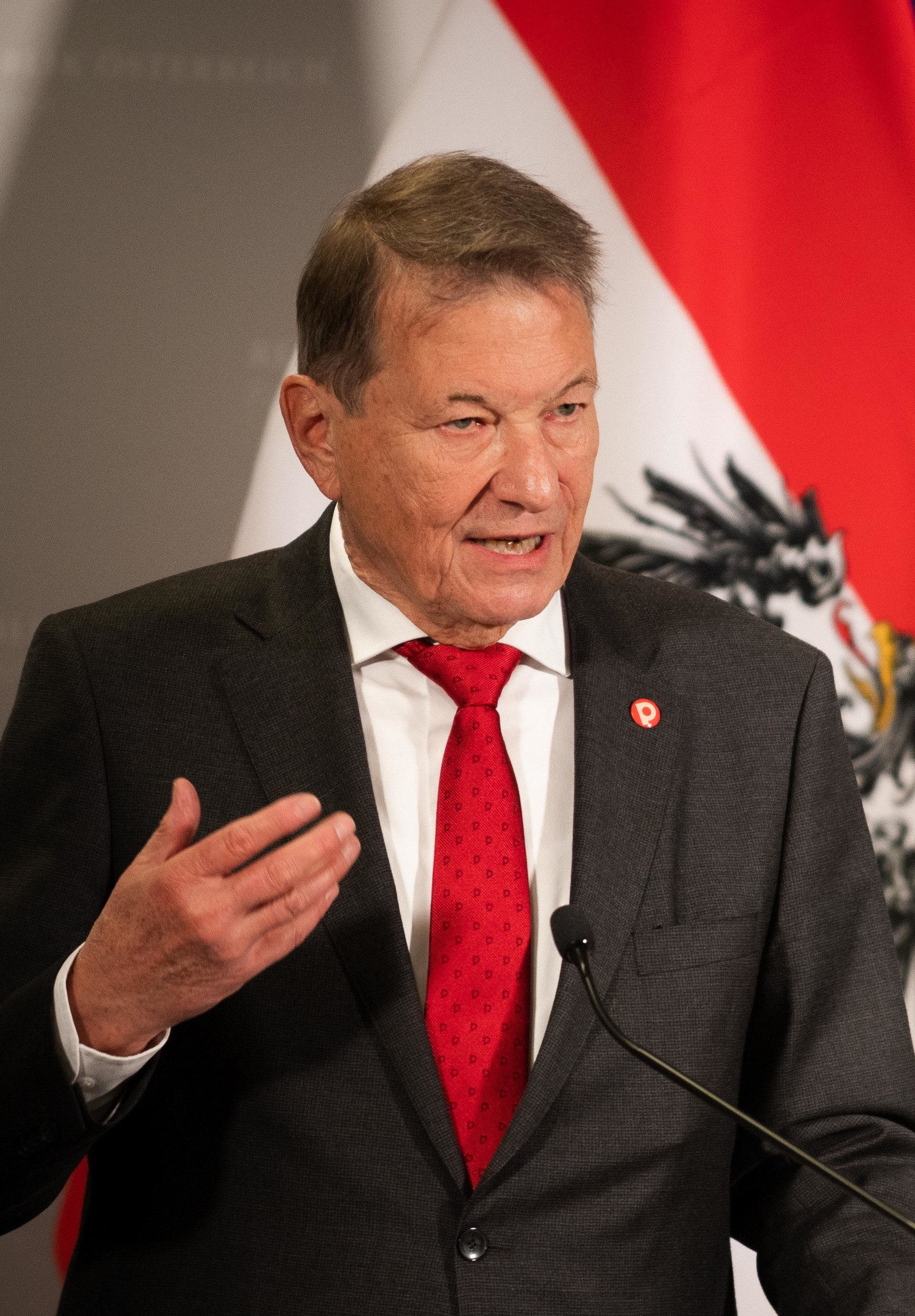
Peter Kostelka (2021)

Peter Kostelka (* 1. Mai 1946 in Bad Bleiberg, Kärnten; † 17. April 2025) war ein österreichischer Politiker der SPÖ.

## Leben
Peter Kostelka besuchte die Volksschule in Bleiberg-Kreuth sowie eine Hauptschule und ein Bundesrealgymnasium in Klagenfurt. 1965 bis 1967 studierte er an der Hochschule für Welthandel in Wien und darauffolgend an der Universität Wien Rechtswissenschaft, wo er 1972 promovierte. Er hatte 1971 einen Studienaufenthalt in den USA und machte 1972 einen Hochschulkurs an der International Summer School der Universität Oslo.
Im Lauf seiner Karriere bekleidete er zahlreiche Funktionen in der SPÖ, darunter Wiener Landesparteisekretär und Mitglied des Bundesrates. Von 17. Dezember 1990 bis 29. November 1994 war er Staatssekretär im Bundeskanzleramt (für den öffentlichen Dienst) in der Regierung Vranitzky (III). Von 7. November 1994 bis 30. Juni 2001 war er Abgeordneter zum Nationalrat und dabei Obmann des SPÖ-Parlamentsklubs. Vom 1. Juli 2001 bis zum 30. Juni 2013 war er als Volksanwalt auf Bundesebene zuständig für Soziales, Verkehr, Gesundheit, Jugend und Familie.
Von 2009 bis 2013 wirkte er als Generalsekretär des International Ombudsman Institute (I.O.I.), einer global agierenden Vereinigung von 135 unabhängigen lokalen, regionalen und nationalen Ombudsmann-Einrichtungen. Das Generalsekretariat des IOI befindet sich in der Volksanwaltschaft in Wien.
Ab Oktober 2013 war er Präsident des Österreichischen Studienzentrums für Frieden und Konfliktlösung (ÖSFK) in Schlaining. Im März 2019 folgte ihm Norbert Darabos in dieser Funktion nach.
Am 16. April 2018 folgte er Karl Blecha als Präsident des Pensionistenverbandes Österreichs nach und übte diese Funktion bis zu seinem Tod aus. Er war zudem jährlich alternierend mit Ingrid Korosec seit seiner Wahl im Juli 2018 Präsident des Österreichischen Seniorenrates.
Kostelka starb am 17. April 2025, zwei Wochen vor Vollendung seines 79. Lebensjahres.

## Auszeichnungen (Auszug)
- Großes Goldenes Ehrenzeichen am Bande für Verdienste um die Republik Österreich
- Großes Silbernes Ehrenzeichen am Bande für Verdienste um die Republik Österreich[2]
- Großkreuz des Verdienstordens Pro Merito Melitensi des Souveränen Malteserordens[2]
- Viktor-Adler-Plakette der SPÖ (2013)[11][12]